# Porcellio spinicornis
Porcellio spinicornis là một loài chân đều trong họ Porcellionidae. Loài này được Say miêu tả khoa học năm 1818.

## Hình ảnh

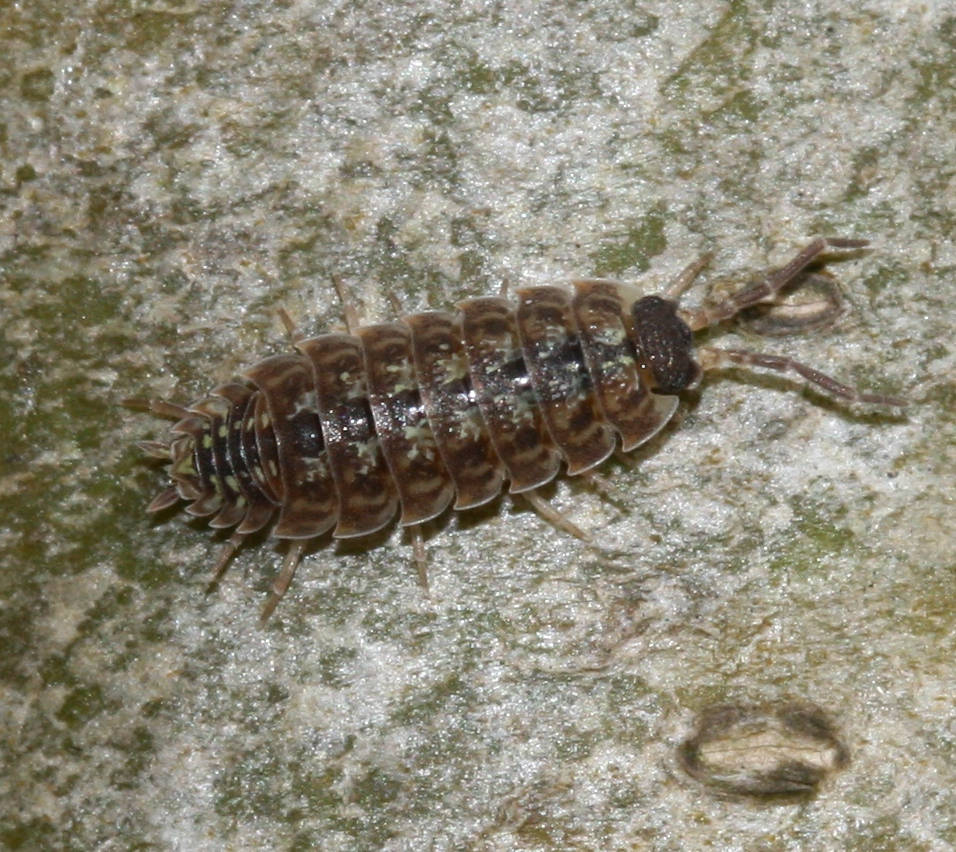